# Torren
Torren (Aussprache mit Betonung auf der zweiten Silbe) ist ein Dorf, eine Ortschaft, eine ehemalige Gemeinde und eine Katastralgemeinde in der Gemeinde Golling an der Salzach mit 992 Einwohnern (Stand 1. Jänner 2024) im Bezirk Hallein im österreichischen Bundesland Salzburg.

## Geographische Lage

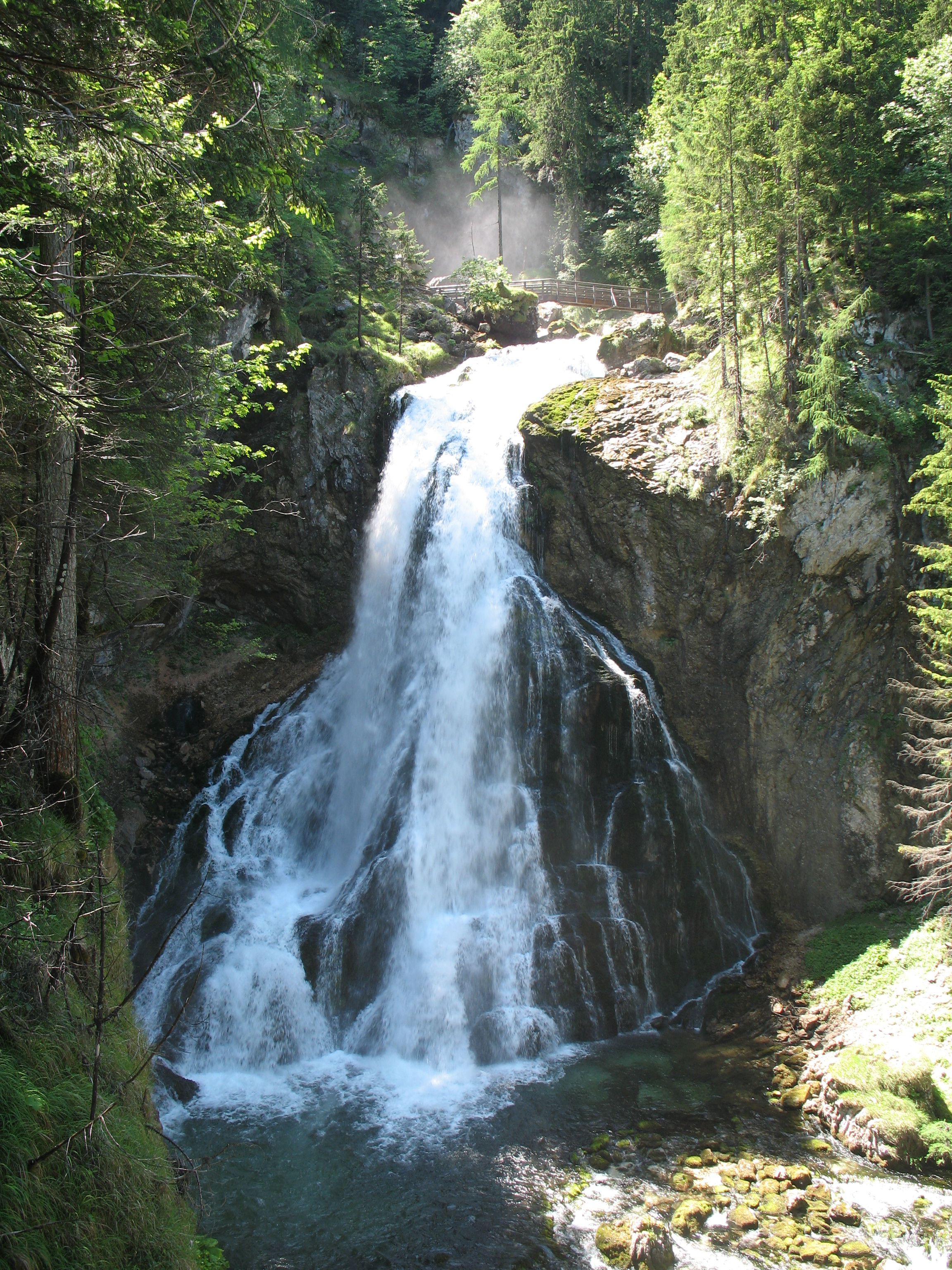
Gollinger Wasserfall

Das Dorf befindet sich westlich der Salzach und im Nordwesten des Gollinger Gemeindegebiets, an der Tauern Autobahn.

## Geschichte
Torren war eine eigenständige Gemeinde, bis es 1936 durch die Eingemeindungen der Regierung Rehrl zu Golling eingemeindet wurde.

## Kultur und Sehenswürdigkeiten
- Gollinger Wasserfall
- Wallfahrtskirche zum hl. Nikolaus

## Verkehr
Torren liegt an der Wasserfall- und an der Bluntaustraße, die ins Bluntautal führt.